# Весела Казакова
Весела Йорданова Казакова е българска актриса. Придобива популярност с ролите си във филмите „Мила от Марс“ и „Откраднати очи“.

## Биография
Родена е на 4 юли 1977 г. в София. Дъщеря е на актрисата Снежина Казакова. Има две сестри – Екатерина Казакова и сестра-близначка Биляна, които също са актриси.
Завършва актьорско майсторство за драматичен театър в НАТФИЗ „Кръстьо Сарафов“ в класа на проф. Стефан Данаилов през 2000 г. През 2002 г. завършва арт мениджмънт в УНСС.
От 2002 г. трайно присъства в новото българско кино. Участва във филми като „Лист обрулен“, „Шантав ден“, „Тошка и Тошко“ (13 минути – късометражен), „Мила от Марс“, донесъл международни отличия от фестивалите в Сараево и София Филм Фест.
Снима се също в българския сериен филм „Патриархат“, в който участват много от известните и вече утвърдени български актьори като Деян Донков, Димитър Рачков, Кръстьо Лафазанов, Васил Василев – Зуека, Койна Русева, Христо Гърбов, Петър Попйорданов, Ана Пападопулу и много други.
В „Самотни сърца“ отново си партнира с Христо Гърбов. В този филм участват още Филип Трифонов, Светлана Янчева и сестрата на Весела – Биляна Казакова. През 2005 г. на фестивала в Москва печели „Златен свети Георги“ за най-добра женска роля във филма „Откраднати очи“. Други филми с нейно участие са „Прима примавера“ на унгарския режисьор Янош Еделени и немската продукция „Футболни съпруги“, където партнира на младата немска звезда Соня Герхарт.

## Награди
- Награда „Невена Коканова“ за най-добра млада актриса на фестивала „Златна роза“ във Варна през 2002 година. Поделя наградата със сестра си Биляна.[1]

## Филмография
Актриса
- Жените наистина плачат (2021)
- Патриархат (7-сер. тв, 2005) – (в серия: IV) – Живка с баретата
- Откраднати очи (2005) – Айтен
- Мила от Марс (2004) – Мила
- Шантав ден (2004) – Ина
- Тошка и Тошко (2004) – Тошка
- Лист обрулен (2002) – Веса, нямата 16 годишна с прякор „Лудата“
- Клиника на третия етаж (35-сер. тв, 1999, 2000, 2010) – (в 1 серия: XXIII)
- Пясъчен часовник (тв, 1999) – възторжената поклонничка на Леда

Режисьор и сценарист
- Жените наистина плачат (съвместно с Мина Милева, 2021)[3][4][5]
- Котка в стената (съвместно с Мина Милева, 2019)[6][7]
- Звярът е още жив (съвместно с Мина Милева, 2016) (документален)
- Чичо Тони, Тримата глупаци и ДС (съвместно с Мина Милева, 2014) (документален)
- Заради леля Снеже (съвместно с Биляна Казакова, 2008) (документален)[8][9]

## Театрални роли
- „Жените на Джейк“ (Нийл Саймън) – Народен театър „Иван Вазов“ в София[2]
- „Криза в рая“ (Милена Фучеджиева) – Драматичен театър „Сава Огнянов“ в Русе[2]
- „Престъплението на острова на козите“[2]